# ソンチャン
ソンチャン（韓：성찬、英：Sungchan、2001年9月13日 - ）は韓国・ソウル特別市出身の歌手。韓国の男性アイドルグループ・RIIZEのメンバー。また、韓国の男性アイドルグループ・NCTの元メンバー。SMエンタテインメント所属。本名はチョン・ソンチャン（韓：정성찬、英：Jung Sungchan、漢：鄭成燦）。身長186cm。

## 来歴

### 生い立ち
2001年9月13日、大韓民国で生まれる。SMエンタテインメントに2回スカウトされたが、実力不足だと思いダンス教室に通ってからオーディションを受験し合格した。練習生を4年経験した。

### NCTデビュー（2020年 - 2022年）

#### 2020年
9月22日、紹介映像「NCT 2020 YearParty」にてNCTのメンバーとしてショウタロウとともに公開された。
10月12日、NCTとして初めて参加したフルアルバム『NCT 2020 RESONANCE Pt. 1』が発売された。
11月27日、KBS2TV『ミュージックバンク』に出演してタイトル曲「90’s Love」の舞台を披露し、NCT Uとして正式デビュー。

#### 2021年
ファッションマガジン『allure Korea』の3月号に単独グラビアが掲載された。
3月7日より『SBS人気歌謡』でアン・ユジン、ジフン（TREASURE）とMCを務めた。
4月13日、毎日経済新聞主催のデジタル犯罪防止キャンペーン「Mクリーン」広報大使に任命された。
4月26日、コスメブランド「Dr.G」のブランドモデルに就任した。
7月14日公開、KANGTAのリメイクシングル「Free To Fly 2021」のミュージックビデオに出演した。

#### 2022年
7月8日、衣類ブランド「SPAO」のモデルに選定された。
8月1日、コスメブランド「ラウンドアラウンド（ROUND A'ROUND）」のブランドモデルに選定された。
12月26日発売、ウィンターアルバム『2022 Winter SMTOWN：SMCU PALACE』の収録曲「Jet」に参加した。

### NCT脱退・RIIZEデビュー（2023年 - ）

#### 2023年
5月24日、新人男性グループ・RIIZEのメンバーとしてデビューするため、ショウタロウとともにNCTを脱退した。
9月4日、RIIZEが1stシングル『Get A Guitar』を発売した。

#### 2024年
9月5日、RIIZEが日本1stシングル「Lucky」をリリースし、日本デビュー。

## 人物
身長186cm。体重71~72kg。乙女座。2歳上に兄がいる。左利き。文字を書くときや包丁を持つときには左手を使う。血液型はA型。

### 性格・ニックネーム
そそっかしい性格で、食べ物をよくこぼしたり、よく忘れたりする。リアクションをよくとり、よく笑う性格。チャームポイントは高い身長と目、突飛なところ。
ニックネームは「バンビ」、「진수성찬（Jinsu-Sungchan、『豪華なごちそう』という意味）」。
似ている動物が鹿であることから、本人を表す絵文字は鹿。性格診断のMBTIはESTP型。

### 趣味・嗜好
好きなものは運動、ゲーム、可愛い子犬の映像。特技はサッカー、ラップメイキング、犬の鳴き声のモノマネ。
子どもの頃の夢はサッカー選手。中学一年生までサッカーをしており、ポジションはフォワードであった。好きなサッカー選手はソン・フンミン。
好きなアーティストはブルーノ・マーズ、ショーン・メンデス。
好きな食べ物は寿司と刺身。料理は苦手だが、ラーメンやキムチチゲを作ることができる。

## 作品

### NCT U
| 公開日 | 公開日   | タイトル      | 収録アルバム             | ミュージックビデオ |
| ------ | -------- | ------------- | ------------------------ | ------------------ |
| 2020年 | 10月12日 | Misfit        | NCT 2020 Resonance Pt. 1 | -                  |
| 2020年 | 10月12日 | Light Bulb    | NCT 2020 Resonance Pt. 1 | -                  |
| 2020年 | 11月23日 | 90's Love     | NCT 2020 Resonance Pt. 2 | 90's Love          |
| 2020年 | 11月23日 | All About You | NCT 2020 Resonance Pt. 2 | -                  |
| 2021年 | 12月14日 | Know Now      | Universe                 | -                  |
| 2021年 | 12月14日 | Round&Round   | Universe                 | -                  |

### コラボレーション
- 「jet」（2022年、ウニョク、ヒョヨン、テヨン（少女時代）、ジェミン、ソンチャン、ジゼル、ウィンター）

## 出演

### テレビ番組
| 年度 | 放送局     | タイトル                                 | 役割           | 備考                                                                    | 参照   |
| ---- | ---------- | ---------------------------------------- | -------------- | ----------------------------------------------------------------------- | ------ |
| 2021 | SBS        | SBS人気歌謡                              | MC             | with ジフン(TRASURE)、アン・ユジン(IZ*ONE) 2021年3月7日 - 2022年3月27日 | [ 21 ] |
| 2022 | MBC        | アイドル陸上大会                         | メインキャスト |                                                                         | [ 22 ] |
| 2022 | 日本テレビ | What's NCT!?                             | メインキャスト | with ショウタロウ(NCT) 2022年10月5日 - 2023年1月24日                    | [ 23 ] |
| 2022 | 日本テレビ | What's NCT!? 〜welcome to NCT Universe〜 | メインキャスト | with ショウタロウ(NCT)                                                  | [ 24 ] |
| 2023 | SBS        | SBS人気歌謡                              | スペシャルMC   | 9月17日                                                                 | [ 25 ] |
| 2023 | SBS        | SBS人気歌謡                              | スペシャルMC   | 11月5日                                                                 |        |
| 2024 | SBS        | SBS人気歌謡                              | スペシャルMC   | 1月7日                                                                  |        |

### 雑誌掲載
- 『allure Korea』 - 3月号（単独グラビア、2021年）[5]
- 『＠Star1』- 3月号表紙（2023年）
- 『Numéro TOKYO』 - 4月号特装版表紙（2023年）

### ミュージックビデオ
- KANGTA「Free To Fly 2021」 - ミュージックビデオ - YouTube

### スペシャルステージ
- 楽童ミュージシャン「Give Love」 - SBS人気歌謡（2021年3月7日）[6]
- パク・ミョンス＆ジェシカ (少女時代)「冷麺」 - SBS人気歌謡（2021年7月4日）[26]
- SG Wannabeキム・ヨンジュン＆Brown Eyed Girlsガイン「Must Have Love」 - SBS人気歌謡（2021年12月12日）[27]
- Raiden「Golden」 - 「SMTOWN LIVE 2022」（2022年8月）
- NCT U「Outro:Dream Routine」 - 「SMTOWN LIVE 2022」（2022年8月）
- スルギ「Bad Boy, Sad Girl」 - 「SMTOWN LIVE 2025」（2025年1月、スルギと）

## イベント
| 年度 | イベント名                                             | 開催日  | 備考                                             | 参照          |
| ---- | ------------------------------------------------------ | ------- | ------------------------------------------------ | ------------- |
| 2023 | プロバスケットボールチームの始球式とスペシャルイベント | 2月10日 | 高陽キャロットジャンパーズ対水原KTソニックブーム | [ 28 ] [ 29 ] |

## 広告・広報大使

### 広告
- Dr.G（ドクタージー） - ブランドモデル（2021年）[8]
- SPAO（スパオ）- ブランドモデル（2022年）[30]
- ROUND A'ROUND（ラウンドアラウンド）- ブランドモデル（2022年）

### 広報大使
- Mクリーンキャンペーン広報大使（2021年）[7]